# L'amore è una cosa meravigliosa (romanzo)
L'amore è una cosa meravigliosa (A many splendoured thing) è un romanzo di Han Suyin del 1952.
Anche se è un romanzo ha elementi autobiografici: il vero fidanzato dell'autrice è stato ucciso nella guerra di Corea nel 1950; Han Suyin due anni più tardi si sposò con F. Leon Comber, un ufficiale britannico in una sede speciale malese.

## Al cinema
Nel 1955 è stato trasposto nell'omonimo film di Henry King che ha anche ispirato una famosa canzone. Nel suo lavoro autobiografico La mia casa ha due porte la scrittrice si dissocia dal film affermando di non aver interesse neanche a vederlo a Singapore dove per diversi mesi è stato presente nei cinema. Il suo movente nella vendita dei diritti cinematografici dell'opera apparentemente fu quello di pagare un intervento chirurgico in Inghilterra per la figlia adottiva malata di tubercolosi.

## Trama
È la storia di un corrispondente estero britannico sposato, Mark Elliott (Ian Morrison nella vita reale con sede a Singapore dove viveva con moglie e figli) che si innamora di una dottoressa eurasiatica originaria della Cina continentale che ha studiato presso il Royal Free Hospital Medical College della London University solo per incontrare il pregiudizio dalla sua famiglia e dalla società di Hong Kong.

## Analisi
Sulla superficie si tratta di una storia d'amore ma c'è una prospettiva storica degli anni 50 relativa alla Cina, a Hong Kong e alla società che popolava l'isola; ciò include i molti che sfuggirono dalle fasi finali della guerra civile cinese, sia cinesi che europei, da lungo tempo stabilitisi in Cina.

### Personaggi
- Han Suyin è un medico nata da padre cinese e da madre inglese operante presso un ospedale di Hong Kong che, nonostante un'iniziale riluttanza, ricambia i sentimenti del giornalista statunitense Mark Elliott. Han sarà vittima delle convenzioni sociali poiché Mark non riuscirà a ottenere il divorzio dalla moglie e il loro rapporto sentimentale sarà bollato come relazione extraconiugale per cui Han perderà il posto presso l'ospedale. Il loro rapporto che fino ad allora l'aveva resa forte verrà interrotto dalla morte di Mark mentre stava facendo un servizio durante la guerra di Corea e le parole delle sue ultime lettere tenteranno di consolarla nel finale, quando avrà una commovente apparizione dell'amato.
- Mark Elliott è un giornalista statunitense corrispondente estero a Hong Kong che si innamora della dottoressa Han Suyin che ricambierà. Tuttavia egli è già sposato e non riesce a ottenere il divorzio dalla moglie, residente a Singapore. Il rapporto fra Mark e Han non si incrina a causa dell'impossibilità di sposarsi ma lui viene chiamato dal suo giornale per scrivere circa la guerra di Corea in cui morirà. Le ultime parole di Mark contenute nelle sue lettere sono di piena speranza e tentano di alleviare il dolore dell'amata.